# Тепличный Комбинат № 1
Тепличный Комбинат №1 — деревня в Смоленском районе Смоленской области России. Входит в состав Козинского сельского поселения. 
Расположена в западной части области в 1,5 км к юго-востоку от Смоленска, в 1 км восточнее автодороги А141 Орёл — Витебск, на берегу реки Дресна. В 7 км восточнее деревни расположена железнодорожная станция Соколья Гора на линии Смоленск — Рославль. 

## История
В годы Великой Отечественной войны деревня была оккупирована гитлеровскими войсками в июле 1941 года, освобождена в сентябре 1943 года. 